# Geier kennen kein Erbarmen
Geier kennen kein Erbarmen (Originaltitel: Cahill United States Marshal) ist ein US-amerikanischer Western aus dem Jahr 1973 mit John Wayne in der Hauptrolle. Der Film wurde vom 13. November 1972 bis zum Januar 1973, nahe der Westernstadt La Joya, im mexikanischen Bundesstaat Durango gedreht und startete am 11. Juli 1973 im Verleih von Warner Bros. in den US-amerikanischen Kinos. Für die Produktion war die US-amerikanische Batjac Productions verantwortlich. In der Bundesrepublik Deutschland wurde der Film am 1. November 1973 durch den Filmverleih Warner Bros. veröffentlicht. Barney Slater lieferte die Story-Grundlage.

## Handlung
Der verwitwete U.S. Marshal J. D. Cahill, einer der gefürchtetsten Marshals der USA, hat schon viele Outlaws ins Gefängnis gebracht, aber er hat ein Problem bei der Erziehung seiner Söhne. 
Als Cahill eine Bande Gauner verfolgt, verführt Abe Fraser Cahills Söhne, den 17-jährigen Danny und den 12-jährigen Billy Joe, zu einem Bankraub, bei dem der Sheriff und sein Deputy getötet werden. Schnell merken Danny und Billy Joe, dass sie ohne die Hilfe ihres Vaters aufgeschmissen sind. Cahill sucht den Fährtenleser Lightfoot auf, um seinen Söhnen auf Schritt und Tritt zu folgen. Cahill erschießt Fraser und Komplizen, und seine Söhne hoffen auf eine milde Strafe.

## Synchronisation
| Darsteller      | Rolle          | Synchronsprecher   |
| --------------- | -------------- | ------------------ |
| John Wayne      | J.D. Cahill    | Arnold Marquis     |
| George Kennedy  | Fraser         | Wolfgang Lukschy   |
| Gary Grimes     | Danny          | Uwe Paulsen        |
| Neville Brand   | Lightfoot      | Joachim Nottke     |
| Clay O’Brien    | Billy Joe      | n.n.               |
| Marie Windsor   | Mrs. Green     | Ingeborg Wellmann  |
| Morgan Paull    | Struther       | Claus Wilcke       |
| Dan Vadis       | Brownie        | Gerd Martienzen    |
| Royal Dano      | MacDonald      | n.n.               |
| Scott Walker    | Ben Tildy      | Joachim Kemmer     |
| Denver Pyle     | Denver         | Kurt Mühlhardt     |
| Jackie Coogan   | Charlie        | Klaus Sonnenschein |
| Rayford Barnes  | Pee Wee Simser | n.n.               |
| Dan Kemp        | Joe Meehan     | n.n.               |
| Harry Carey Jr. | Hank           | Peter Schiff       |
| Walter Barnes   | Sheriff Grady  | Konrad Wagner      |
| Paul Fix        | alter Mann     | Hans Nitschke      |

## Kritik
Das Lexikon des internationalen Films bezeichnete den Film als einen „spannende[n], in Einzelheiten überragende[n] Western“.